# 281 aC
El 281 aC va ser un any del calendari romà prejulià. A la República i a l'Imperi Romà es coneixia com l'Any del Consolat de Barbula i Filip (o també any 473 ab urbe condita). La denominació «281 aC» per a aquest any s'ha emprat des de l'edat mitjana, quan el calendari Anno Domini va ser el mètode prevalent a Europa per a anomenar els anys.

## Esdeveniments

### Àsia Menor
- Darrera batalla dels diàdocs a Curopedi (Lídia). Hi lluiten els exèrcits de Lisímac i Seleuc. Lisímac és derrotat i mort, i Seleuc s'apodera dels seus dominis.[2]
- Arsínoe, esposa de Lisímac, fuig a Efes, i des d'allà a Cassandrea, a la Península Calcídica, on es fa forta amb els seus fills.[3]

### República de Roma
- Consolat de Luci Emili Barbula i Quint Marci Filip.[4][5]
- Marci Filip fa la guerra contra els etruscs i celebra un triomf un 1 d'abril, per la seva victòria.[5]
- La ciutat de Tàrent crida a Pirros, rei de l'Epir, perquè l'ajudi en la guerra contra els romans.[6]
- Tàrent no havia acceptat els termes de la pau que havia ofert l'ambaixador romà Postumi, i Roma envia al cònsol Bàrbula amb la mateixa oferta de pau. Els tarentins rebutgen l'oferta esperant Pirros. Bàrbula fa la guerra als tarentins i els derrota i ocupa algunes ciutats. Tàrent, buscant un acord, nomena general en cap a Agis, cap del partit pro-romà, però arriba Cinees, ministre de Pirros, que anul·la l'elecció, i després Miló amb l'avançada de les forces del rei. Aconsegueix reduir Bàrbula a les muntanyes mentre la flota tarentina ataca per mar. Bàrbula protegeix les seves tropes col·locant els presoners com a escuts humans. Se'n va sortir sense danys.[6]

## Necrològiques
- Sardes: Lisímac de Tràcia, rei de Tràcia i Macedònia, mort per Malacó en la batalla de Curopedi.[7]
- Setembre, Lisimàquia: Seleuc I Nicàtor, assassinat per Ptolemeu Ceraune, en revenja perquè no li havia entregat la corona d'Egipte que li havia promès.[7]